# Budweiser (Anheuser-Busch)
|  | Denne artikel handler om det amerikanske ølmærke Budweiser. Der findes også tjekkiske ølmærker med tilknytning til byen České Budějovice |
Budweiser (udtales / ˈbʌdwaɪzər /) er en 5,0% vol. bleg pilsner som blev indført i 1876 af Adolphus Busch og en af de mest sælgende øl i USA.
Den er lavet med op til 30% ris foruden humle og byg malt Budweiser bliver produceret på forskellige bryggerier rundt omkring i USA og resten af verden. Det er en filtreret øl som kan fås som fadøl og i forskellige emballere former. Den amerikanske Budweiser brygges af bryggerigruppen Anheuser-Busch InBev.
Den originale Budweiser er pilsnerøl fra byen Budweis (nu České Budějovice) i Bøhmen (Čechy), i det nuværende Tjekkiet. Byen har bryggeritraditioner der går tilbage til middelalderen. Da amerikansk Budweiser har sikret sig rettighederne til varemærket i flere lande, markedsføres tjekkisk Budweiser mange steder under varemærkerne Budweiser (Budvar) og Czechvar.
EU dømte i marts 2009 Anheuser-Busch til at skifte navn på Budweiser. Striden om navnet havde da pågået siden 1996.